# Gretha Smit
Gretha Smit (n. 20 ianuarie 1976, Rouveen, Overijssel, Țările de Jos) este o sportivă ce a reprezentat Regatul Țărilor de Jos, medaliată olimpică. A participat la 2 ediții ale Jocurilor Olimpice (2002, 2006) în care a câștigat o medalie de argint.